# خوان مانوئل کورتس
خوان مانوئل کورتس (انگلیسی: Juan Manuel Cortés؛ زادهٔ ۲۰ نوامبر ۱۹۸۰) بازیکن فوتبال اهل آرژانتین است.